# Osiedle Kolejowe (Wągrowiec)
Osiedle Kolejowe – osiedle położone w zachodniej części Wągrowca.
Osiedle Kolejowe jest zespołem zabudowy wielorodzinnej, pięciokondygnacyjne bloki mają adresy przypisane do ulicy Bobrownickiej. 